# Myrabolia
Myrabolia – rodzaj chrząszczy z podrzędu wielożernych i nadrodziny zgniotków, jedyny z monotypowej rodziny Myraboliidae. Obejmuje 16 opisanych gatunków. Wszystkie są endemitami Australii. Osobniki dorosłe i larwy znajdowane były pod korą eukaliptusów.

## Morfologia

### Owad dorosły
Chrząszcze o silnie spłaszczonym ciele długości od 1,8 do 3,65 mm. Długość ciała jest od 2,7 do 3,4 raza większa od jego szerokości, a jego zarys ma równoległe boki. Grzbietową stronę ciała porastają delikatne, położone włoski, które na pokrywach układają się w wyraźne rządki.
Głowa jest całkowicie prognatyczna, nieco dłuższa niż szeroka, za oczami nieprzewężona. Przeciętnych rozmiarów i poprzecznie owalnego kształtu oczy złożone budują średnich rozmiarów omatidia, pomiędzy którymi zwykle rosną krótkie włoski. Czułki osadzone są bardzo blisko nadustka, w miejscach widocznych od góry i zbudowane z 11 członów, z których trzy ostatnie formują stosunkowo słabo wyodrębnioną buławkę. Ciemię wyposażone jest w pośrodkowe chropowatości, służące strydulacji, a tylna krawędź głowy ma parę wcięć ponad otworem potylicznym. Zaostrzone na szczycie policzki wystają ku przodowi. Dobrze wykształcone bruzdy podczułkowe nie sięgają poza oczy. Kształt wargi górnej jest silnie poprzeczny. Żuwaczki mają równomiernie zaokrąglone brzegi zewnętrzne, dwuzębne wierzchołki, krawędzie tnące z co najwyżej pojedynczym ząbkiem oraz dobrze rozwinięte prosteki i mole. Żuwka zewnętrzna jest dwukrotnie szersza od zaopatrzonej w unkus żuwki wewnętrznej. Ostatni człon głaszczków szczękowych jest dwukrotnie dłuższy niż szeroki, najszerszy pośrodku i ścięty na szczycie. Warga dolna ma mocno poprzeczną bródkę.
Przedplecze jest trochę szersze niż dłuższe, lekko wypukłe ze spłaszczonym środkiem. Jego boki mają prawie równoległy przebieg i zaopatrzone są w kompletne, karbowane i ząbkowane listewki. Kąty przednie są zaokrąglone i niewystające, zaś tylne proste. Tylna krawędź przedplecza jest dwufalista, a jego hypomery wypuszczają dość długie i ostro zwieńczone wyrostki zabiodrowe. Szew notopleuralny jest na przedzie przerwany. Tarczka jest silnie poprzeczna, z tyłu szeroko kanciasta. Pokrywy są co najwyżej trochę szersze od podstawy przedplecza i od 1,68 do 1,93 raza dłuższe niż szerokie. Kształt ich cechują słabo zaznaczone barki, równoległe boki i nieco przypłaszczony dysk. Punktowanie pokryw wyraźnie układa się w rzędy, przy czym większe punkty tworzą 10 rzędów, pomiędzy którymi leżą rządki punktów mniejszych. Dość wąskie podgięcia pokryw dochodzą do ich szczytów. Skrzydła tylnej pary są stosunkowo długie i wąskie, pozbawione trzeciej i czwartej poprzecznej żyłki radialnej, zaopatrzone w cztery wolne żyłki w polu medialnym. Przedpiersie jest ponad dwukrotnie dłuższe od tak długich jak szerokich, od zewnątrz, jak i od wewnątrz otwartych panewek przednich bioder i zaopatrzone w płaski, nieco ku szczytowi rozszerzony i na wierzchołku ścięty wyrostek międzybiodrowy. Śródpiersie ma kuliste panewki środkowych bioder. Krętarzyki przedniej pary są odsłonięte, środkowej zaś ukryte. Odnóża mają golenie z parzystymi ostrogami. Biodra tylnej pary są silnie poprzeczne. Tylna para stóp jest u samicy zbudowana z pięciu, a u samca z czterech członów. Stopy pozostałych par są pięcioczłonowe u obu płci.
Na spodzie odwłoka widocznych jest pięć sternitów (wentrytów), z których pierwszy jest ponad dwukrotnie dłuższy od drugiego i zaopatrzony w zaostrzony wyrostek międzybiodrowy, a u samca także w parę oszczecinionych wcisków. W pełni rozwinięte przetchlinki występują na błonach pleuralnych sześciu pierwszych segmentów odwłoka oraz na tergicie segmentu siódmego. Samica ma dobrze rozwinięte spiculum ventrale oraz długą, wąską, zakrzywioną, na jednym końcu zaokrągloną, a na drugim zaostrzoną spermatekę. Pokładełko zbudowane jest z gonokoksytów nieco dłuższych od paraproktów i zaopatrzonych w osadzone wierzchołkowo gonostyliki. Samiec ma na dziewiątym sternicie krótkie spiculum gastrale. Jego edeagus ma krótkie i wąskie, stawowo połączone paramery oraz położone brzusznie od nich, niepodzielone, zwężone ku szczytowi prącie z pałkowatymi sklerytami w endofallusie.

### Larwa
Larwy mają spłaszczone ciało o równoległych bokach. Ubarwienie jest białe z żółtą głową i tylno-środkową częścią dziewiątego tergum oraz brązowymi żuwaczkami i urogomfami. Oskórek porastają rozproszone, delikatne szczecinki. Krótka, szeroka, płaska, z tyłu głęboko wykrojona głowa zaopatrzona jest w dwie pary oczu larwalnych oraz przeciętnie długie czułki o narządzie zmysłowym krótszym od trzeciego członu, który to z kolei jest mniej więcej tak długi jak człon drugi i dłuższy niż człon pierwszy. Puszka głowowa pozbawiona jest szwu czołowo-nadustkowego. Aparat gębowy ma nieprzyrośniętą wargę górną, trójzębne żuwaczki z trzema tępymi i przezroczystymi wyrostkami pośrodku oraz ostrym wyrostkiem odsiebnio od nich, trójczłonowe głaszczki szczękowe, dwuczłonowe głaszczki wargowe i krótki języczek. Podgębie pozbawione jest skleromu. Szerokość guli jest większa od jej długości. Odnóża są dobrze wykształcone i mają po dwie szczecinki na przedstopiach. Odwłok charakteryzują pierścieniowate przetchlinki, okrągławy dziesiąty segment oraz krótkie, mniej więcej równoległe, zakrzywione ku górze urogomfy na dziewiątym tergum.

## Ekologia i występowanie
Biologia tych owadów pozostaje słabo poznana. Zarówno osobniki dorosłe jak i larwy znajdowane były pod korą eukaliptusów. Ponadto osobniki dorosłe łapały się do różnych pułapek na owady latające.
Wszystkie gatunki są endemitami Australii. Większość występuje wzdłuż południowych i wschodnich wybrzeży jej części kontynentalnej lub na Tasmanii.

## Taksonomia
Rodzaj ten wprowadzony został w 1876 roku przez Edmunda Reittera, który to umieścił go w obrębie rodziny zgniotkowatych. W 1892 roku Thomas Blackburn sklasyfikował go wśród spichrzelowatych. W 1988 roku John F. Lawrence przeniósł go do Phloeostichidae, a w 1991 roku wspólnie z Everardem Baldwinem Brittonem umieścili go w monotypowej podrodzinie Myraboliinae w obrębie tychże. W 2005 roku Richard A.B. Leschen, John F. Lawrence i Stanisław Adam Ślipiński opublikowali wyniki analizy filogenetycznej zgniotków, na podstawie której wynieśli omawiany takson do rangi odrębnej rodziny. W 2008 roku Wioletta Tomaszewska i S.A. Ślipiński dokonali rewizji rodzaju Myrabolia, w ramach której m.in. opisali 8 nowych jego gatunków. Kolejne trzy gatunki opisali w 2011 roku Karol Szawaryn i W. Tomaszewska, zwiększając ich łączną liczbę do 16 następujących:
- Myrabolia australis Tomaszewska & Slipinski, 2008
- Myrabolia blackburni Tomaszewska & Slipinski, 2008
- Myrabolia brevicornis (Erichson 1842)
- Myrabolia championi Szawaryn & Tomaszewska, 2011
- Myrabolia elongata Tomaszewska & Slipinski, 2008
- Myrabolia grouvelliana Reitter 1878
- Myrabolia kioloa Tomaszewska & Slipinski, 2008
- Myrabolia lawrencei Tomaszewska & Slipinski, 2008
- Myrabolia leai (Grouvelle, 1911)
- Myrabolia lindensis Blackburn 1892
- Myrabolia longicornis Blackburn 1903
- Myrabolia malgosiae Szawaryn & Tomaszewska, 2011
- Myrabolia micra Tomaszewska & Slipinski, 2008
- Myrabolia pelion Tomaszewska & Slipinski, 2008
- Myrabolia tasmanica Tomaszewska & Slipinski, 2008
- Myrabolia weiri Szawaryn & Tomaszewska, 2011